# Кей Грегъри
Кей Грегъри (на английски: Kay Gregory) е английско-канадска писателка на произведения в жанра любовен роман.

## Биография и творчество
Кей Грегъри е родена на 23 юли 1938 г. в Рейгейт, Англия. Израства в Рейгейт, където завършва средно образование. Следва в колеж за секретарки в Лондон. Премества се с родителите си във Виктория, Канада. Малко след преместването се запознава със съпруга си, който тогава служи в канадския флот. След брака им живеят в Уинипег и Тъндърбей, преди да се установят във Ванкувър. Имат двама сина.
Преди да се посвети на писателската си кариера е работила на различни места. Въз основа на опита си създава своите истории.
Първият ѝ роман „A Star for a Ring“ (Звезда за пръстен) е издаден през 1987 г.
Член е на Ванкувърската група писатели към Асоциацията на писателите на любовни романи на Америка.
Кей Грегъри живее със семейството си в Ричмънд.

## Произведения

### Самостоятелни романи
- A Star for a Ring (1987)
- No Way to Say Goodbye (1988)
- A Perfect Beast (1988)
- Impulsive Butterfly (1989)
- Amber and Amethyst (1990)
- The Music of Love (1990)
- Yesterday's Wedding (1990)
Жадувано щастие, изд.: „Арлекин България“, София (1996), прев. Вирджиния Драгиева
- Breaking the Ice (1991)
- After the Roses (1991)
- Goodbye Delaney (1991)
- Dangerous Company (1992)
- Rainbow of Love (1992)
- An Impossible Kind of Man (1992)
- After the Fire (1993)
- Man of the Mountains (1993)
- Roses in the Night (1993)
- A Perfect Arrangement (1994)
- The Heat of the Moment (1994)
- Reluctant Desire (1995)
- The Right Husband (1996)
- Marry Me Stranger (1996)
Самотни нощи, изд. „Слово“ Велико Търново (1998), прев. Евдокия Минковска
- His Father's Wife (1997)
Звезди над океана, изд. „Слово“ Велико Търново (2000), прев. Константин Колев
- The Sherraby Brides (1997)
- Beguiled (1999)
- The Love Game (2001)
- Opposites Attract (2002)
- Her Doubting Heart (2004)
- Love's Mistakes (2005)
- Christmas Charade (2007)

### Серия „Пристигналите“ (The Sojourners)
1. A Woman of Experience (2002)
2. A Woman of Impulse (2014)

### Серия „Нежелани булки“ (Reluctant Brides)
1. Married To Deceive (2017)
2. Married Times Two (2017)
3. Married To A Stranger (2017)